# Selandia Radio
Selandia Radio A/S var en dansk kæde af radio/tv-butikker.
Kæden bestod af 15 butikker i Hovedstadsområdet, og omsatte i 1995/1996 for 207 mio. kr. Selandia beskæftigede 160 ansatte. I 1997 blev kæden overtaget af Fredgaard, hvorefter 9 af butikkerne blev lukket og resten blev omdannet til Fredgaard-butikker.